# أبو الحسين الحسيني القرشي
أبو الحسين الحسيني القرشي هو رابع أمراء تنظيم الدولة الإسلامية (داعش) ابتداء من تشرين الثاني/نوفمبر سنة 2022، أعلن عن تنصيبه المتحدث باسم تنظيم الدولة أبو عمر المهاجر في تسجيل صوتي، ذكرَ المهاجر أن الخليفة الثالث أبو الحسن الهاشمي القرشي قد قُتل أثناء المعارك.

## مقتله

### مزاعم أولى

صور لمنزل قُتل فيه أبو الحسين وبقايا جثمانه.

أعلن موقع روسيا اليوم في نيسان/أبريل سنة 2023 أن الرئيس التركي رجب طيب أردوغان قد زعم مساء اليوم نفسه «تحييد» أبي الحسين القُرَشي خلال عملية للاستخبارات التركية في سوريا. والتحييد مصطلح عسكري يقصد منه إما القتل أو الإصابة أو الاعتقال أو الاستسلام، أي إخراج العنصر من ميدان القتال، ولكن في سياق إعلان أردوغان فإنه قصد القتل، وزعم الرئيس التركي: «الاستخبارات التركية، كانت تتعقب المدعو أبو الحسين القرشي، زعيم ما يسمى بتنظيم داعش، منذ زمن طويل»، وزعم في مقاله ايضاً: «تم تحييد القرشي بعملية خاصة للاستخبارات التركية، أمس (في شمالي سوريا)».
وقال متحدث باسم التحالف بقيادة واشنطن الذي يحارب التنظيم إن التحالف لا يعلق على العمليات العسكرية لدول أخرى. ولم يعلق التنظيم على هذه التصريحات.

### إقرار التنظيم بمقتله
في 3 آب/أغسطس سنة 2023 قال المتحدث باسم التنظيم أبو حذيفة الأنصاري في تسجيل صوتي منسوب للمتحدث على قناة تابعة للتنظيم على تليجرام إن القرشي قتل في اشتباكات مع فصائل تابعة لتركيا في ريف إدلب، ولم يحدد الأنصاري تاريخاً لوفاة زعيمهم.
لكن المتحدث باسم التنظيم اتهم هيئة تحرير الشام بمقتل زعيمه، وقال إنها سلمت جثته إلى الحكومة التركية. كما اتهم الأنصاري هيئة تحرير الشام أيضا باعتقال المتحدث السابق باسم التنظيم.